# Торонто (Огайо)
Торонто (англ. Toronto) — місто (англ. city) в США, в окрузі Джефферсон штату Огайо. Населення — 5303 особи (2020).

## Географія
Торонто розташоване за координатами 40°27′30″ пн. ш. 80°36′26″ зх. д. / 40.45833° пн. ш. 80.60722° зх. д. (40.458298, -80.607302).  За даними Бюро перепису населення США в 2010 році місто мало площу 5,53 км², з яких 4,81 км² — суходіл та 0,71 км² — водойми.

## Демографія
Згідно з переписом 2010 року, у місті мешкала 5091 особа в 2278 домогосподарствах у складі 1395 родин. Густота населення становила 921 особа/км².  Було 2516 помешкань (455/км²).
Расовий склад населення:
| - 97,1 % — білих - 1,1 % — чорних або афроамериканців - 0,2 % — корінних американців - 0,2 % — азіатів |

До двох чи більше рас належало 1,3 %. Частка іспаномовних становила 0,8 % від усіх жителів.
За віковим діапазоном населення розподілялося таким чином: 20,7 % — особи молодші 18 років, 61,2 % — особи у віці 18—64 років, 18,1 % — особи у віці 65 років та старші. Медіана віку мешканця становила 44,0 року. На 100 осіб жіночої статі у місті припадало 88,2 чоловіків;  на 100 жінок у віці від 18 років та старших — 86,0 чоловіків також старших 18 років.
Середній дохід на одне домашнє господарство  становив 47 692 долари США (медіана — 40 484), а середній дохід на одну сім'ю — 54 111 долар (медіана — 47 824). Медіана доходів становила 40 082 долари для чоловіків та 35 093 долари для жінок. За межею бідності перебувало 22,8 % осіб, у тому числі 38,2 % дітей у віці до 18 років та 10,1 % осіб у віці 65 років та старших.
Цивільне працевлаштоване населення становило 2197 осіб. Основні галузі зайнятості: освіта, охорона здоров'я та соціальна допомога — 26,8 %, роздрібна торгівля — 13,7 %, виробництво — 12,0 %.